# 小野寺悠貴
小野寺 悠貴（おのでら ゆうき、1981年4月14日 - ）は、日本の男性声優。山形県酒田市出身。ケンユウオフィス準所属。

## 人物
talk back出身。
趣味はボディメイク、ウエイトトレーニング。特技はリンゴ潰し。方言は庄内弁。

## 出演

### テレビアニメ
2020年
- デュエル・マスターズ キング（2020年 - 2022年、キング・マニフェスト、マテン龍樹、我怒の鎖 パンサーベア、圧破の鎖 ナグルキツネ、新世代の福音、阿修羅ムカデ〈デスシラズ.Star〉、マニフェスト〈マルコ.Star〉、腐聖 ブラッドウ-2 他） - 2シリーズ
- ゴールデンカムイ（2020年 - 2023年、スチェンカ要員、兵士たち、秘密警察、ロシア兵） - 2シリーズ

2021年
- BORUTO-ボルト- -NARUTO NEXT GENERATIONS-（水の国の人々）
- Dr.STONE（大男）
- セスタス -The Roman Fighter-（ケンドール）
- 死神坊ちゃんと黒メイド（執事C）
- 湖池屋SDGs劇場 サスとテナ（2021年、オニクジラ、モッタイナ、市民）

2022年
- 幻想三國誌 -天元霊心記-
- Engage Kiss（蜂須賀正隆）
- ダンジョンに出会いを求めるのは間違っているだろうかIV 新章 迷宮篇（ドルムルの仲間）
- キングダム（呂不韋〈青年時代〉）
- チェンソーマン（受付職員）
- 僕のヒーローアカデミア（2022年 - 2024年、ヒーロー、Mr.コンプレスの父親、ギュゲス、タルタロス職員、医師 他） - 2シリーズ

2023年
- 進撃の巨人（整備士長、エルディア人） - 2シリーズ
- ポケットモンスター（2023年 - 2025年、オニキス）
- ニンジャラ（テディベアギャング）
- シャングリラ・フロンティア（男性プレイヤーA）

2024年
- SHAMAN KING FLOWERS（ハッスルパンチ）
- シンカリオン チェンジ ザ ワールド（アカネ父）
- Lv2からチートだった元勇者候補のまったり異世界ライフ（店主）
- ザ・ファブル（フード）
- なぜ僕の世界を誰も覚えていないのか?（四本腕悪魔）
- 烏は主を選ばない（猿）
- SHY 東京奪還編
- 転生貴族、鑑定スキルで成り上がる（ヴィンス）

2025年
- 外れスキル《木の実マスター》 〜スキルの実（食べたら死ぬ）を無限に食べられるようになった件について〜（エイリク）
- 異修羅（光摘みのハルトル）
- Sランクモンスターの《ベヒーモス》だけど、猫と間違われてエルフ娘の騎士として暮らしてます（ミノタウロス）
- SAKAMOTO DAYS（部下）
- 機動戦士Gundam GQuuuuuuX
- ヴィジランテ-僕のヒーローアカデミア ILLEGALS-（短髪の男、監督）

### 劇場アニメ
- 竜とそばかすの姫（2021年）

### Webアニメ
- 爆丸レジェンズ（2023年、ハノージ）
- PLUTO（2023年、ロボット警備員、幹部）
- 怒りのオコリザル観察日記（2024年、デルビル）

### ゲーム
2018年
- Fallout 76

2019年
- ディビジョン2
- 機動都市X（ジャカ）
- ロスト・アーク
- デュエル・マスターズ プレイス（暗黒王デス・フェニックス、太陽王ソウル・フェニックス 他）

2020年
- World of Tanks
- コール オブ デューティ ブラックオプス コールドウォー
- 宮ノ計（パレス・トリック）（傅安清、周瑜 他）

2022年
- 熱血硬派くにおくん外伝 リバーシティガールズ2

2023年
- OCTOPATH TRAVELER II
- BLUE PROTOCOL
- モンスターストライク（アルデバラン）

2024年
- ガンダムブレイカー4（グスタフ）

2025年
- 機動戦士ガンダム U.C. ENGAGE（ブラス）

### 吹き替え

#### 映画
- インディ・ジョーンズと運命のダイヤル[19]
- ウィキッド ふたりの魔女[20]
- エクソシスト3 ※Netflix版
- エブリシング・エブリウェア・オール・アット・ワンス
- THE INFORMER/三秒間の死角
- Girl/ガール（ルイス〈タイメン・ホーファーツ〉）
- グレイマン[21]
- 荒野の誓い（ウッドソン〈ジョナサン・メジャース〉）
- ザ・クリエイター/創造者（機内男性兵2[22]）
- ザ・ハッスル
- 猿の惑星/キングダム[23]
- 18歳のやっちまえリスト（クリント）
- ジュマンジ/ネクスト・レベル
- ジョーカー:フォリ・ア・ドゥ（ラジオ男1[24]）
- スパロークリーク 野良犬たちの長い夜（コワルスキー）
- セイビンク・レニングラード（サーシュカ）
- ソニック・ザ・ムービー/ソニック VS ナックルズ（仲間1[25]）
- ダブリン殺人課（シェーン、ハンリー 他）
- D-デイ ノルマンディー1944（クーン二等軍曹）
- 28年後...（ジミー〈ジャック・オコンネル〉[26]）
- ハイ・フィデリティ（カルロス）
- バッドボーイズ RIDE OR DIE[27]
- ハンナ（マニオン 他）
- ピノキオ
- ファイティング・with・ファイア
- ブレス しあわせの呼吸（マルワンカル）
- ボーはおそれている（ジーヴス〈ドゥニ・メノーシェ〉[28]）
- ホワイト・ノイズ
- マーベル・シネマティック・ユニバース
  - マーベルズ（クリー男1[29]）
  - デッドプール&ウルヴァリン[30]
  - ファンタスティック4:ファースト・ステップ[31]
- マッドマックス:フュリオサ（ミスター・ハーレー〈イアン・ロバーツ〉[32]）
- マリッジ・ストーリー（テッド）
- ミッキー17（刑事[33]）
- MEG ザ・モンスターズ2（船員黄色[34]）
- 目指せ! スーパースター（コフィ・キングストン）
- 理想の結婚生活（エゴン）
- リチャード・ジュエル（ロン）
- レジェンド・オブ・ドラゴン 鉄仮面と龍の秘宝

#### ドラマ
- アウトランダー（ノックス中尉）
- イカゲーム
- ウェアウルフ・バイ・ナイト
- エージェント・オブ・シールド（ギャンブル）
- エイリアニスト（グーグー・ノックス）
- AJ&クイーン（ジョーダン 他）
- エレメンタリー ホームズ&ワトソン in NY
- 女刑事マーチェラ
- クイーン・オブ・ザ・サウス 〜女王への階段〜
- ゲット・イーブン 〜タダで済むと思った?〜（ロニー、セオ）
- ジャック・ライアン（ミゲル・ウバリ〈フランシスコ・デニス〉）
- ハリー・パーマー 国際諜報局（ポール・マドックス〈アシュリー・トーマス〉[35]）
- ビッグ・ショーのファミリー・ショー（クロウリー 他）
- BULL / ブル 法廷を操る男
- ベイカー街探偵団（作業長）
- MR. ROBOT/ミスター・ロボット
- ラチェッド
- ラ・テンプランサ 〜20年後の出会い〜（グスタボ 他）
- リンカーン 殺人鬼ボーン・コレクターを追え!（SWAT隊長）

#### アニメ
- アニマルクラッカー まほうのサーカス（ブロック）
- ザ・シンプソンズ  (グラウンド・キーパー・ウィリー〈2代目〉、カーク・ヴァン・ホーテン〈2代目〉)
- ザ・スーパーマリオブラザーズ・ムービー
- ジェイコブと海の怪物
- セイス・マノス
- 立ち上がれ! ペット団 〜ロボシティを救え〜（オスカー、ヴィクター）
- ライオン・ガード（サラーク）

### ボイスオーバー
- 「カラフル」スコットランド ぼくは頂に立つ（パパ）
- Short Circuit（ジェフ）
- Next in Fashion（アシュトン）
- BS世界のドキュメンタリー ノートルダム炎上 消防士たちのたたかい（ジュリアン）
- Move（キラービーン）

### オーディオブック
- Amazon Audible
  - スティグリッツPROGRESSIVE CAPITALISM
  - トレイルブレイザー:企業が本気で社会を変える10の思考

### その他コンテンツ
- CAPCOM GO! The Apollo Story（キャプコム 他）
- 雄二の熱血声優塾（顔出し出演）

### シリーズ一覧
1. ↑  第1期（2020年 - 2021年）、第2期『キング！』（2021年 - 2022年）
2. ↑  第三期（2020年）、第四期（2023年）
3. ↑  第6期（2022年 - 2023年）、第7期（2024年）
4. ↑  The Final Season 完結編（前編）（2023年）、The Final Season 完結編（後編）（2023年）